# Microrregión de Aragarças
La microrregión de Aragarças es una de las  microrregiones del estado brasileño de Goiás perteneciente a la Mesorregión del Noroeste Goiano. Su población fue estimada en 2006 por el IBGE en 53.561 habitantes y está dividida en siete municipios. Posee un área total de 11.053,846 km². Siendo el municipio más poblado Aragarças.

## Municipios
- Aragarças
- Arenópolis
- Baliza
- Bom Jardim de Goiás
- Diorama
- Montes Claros de Goiás
- Piranhas

- Datos: Q528020
- Multimedia: Aragarças / Q528020